# Cinema d'autor
El cinema d'autor és el cinema en el qual el director té un paper preponderant en basar-se normalment en un  guió propi, i realitza la seva obra al marge de les pressions i limitacions que implica el cinema dels grans estudis comercials, cosa que li permet una major llibertat a l'hora de plasmar els seus sentiments i inquietuds en la pel·lícula. En el cinema d'autor, l'autor és normalment identificable o recognoscible per alguns trets típics a la seva obra.
En els 60 del segle XX, un grup de crítics de cinema francesos, pertanyents a la revista Cahiers du Cinéma i inspirats, entre altres coses, pel text de 1948 Cámera Stylo d'Alexandre Astruc, comencen a plantejar-se interrogants sobre el rol de l'autor, o realitzador, en una pel·lícula. Aquests crítics s'oposaven a les idees del Neorealisme italià que proposava que l'autor cinematogràfic per excel·lència era aquell capaç de plasmar la realitat com era, sense manipulacions de cap mena, permetent que l'espectador interpretés aquesta "realitat" i tragués les seves pròpies conclusions. Tanmateix, per a aquest grup de crítics entre els quals figuraven Jean-Luc Godard (Al final de l'escapada, 1960), François Truffaut (Les Quatre Cents Coups, 1959), Alain Resnais (Hiroshima Mon Amour, 1959) i Claude Chabrol entre d'altres, el cinema havia de proposar una visió particular de la realitat i revelar la presència un autor-director responsable per la imatges projectades. En aquest sentit, els realitzadors de l'anomenada Nouvelle vague Francesa utilitzaven el medi cinematogràfic per expressar opinions i idees en cada una de les seves obres.
Aquests autors passarien després del text a l'acció filmant curt-metratges i llargmetratges, dins del corrent anomenat Nouvelle Vague. El seu interès per les pel·lícules de realitzadors nord-americans, especialment per Hitchcock que, malgrat ser anglès, va realitzar bona part de la seva filmografia als Estats Units, els permeten sostenir el seu ideari del que per a ells era el "cinema d'autor" reconsiderant el seu talent menyspreat i creativitat cinematogràfica.
Tanmateix, l'expressió cinema d'autor implica múltiples problemes d'interpretació. Per una part convida al pensament historicista que l'autor cinematogràfic té un desenvolupament lineal de la seva carrera, cosa que el fa predicible en relació amb els seus treballs anteriors (això no és necessàriament cert) i d'altra banda l'expressió "cinema d'autor" agrupa una sèrie de realitzadors cinematogràfics fora del sistema de les grans cases productores nord-americanes convertint immediatament en autor a qualsevol que pertanyi a aquest grup extern.
Aquest corrent cinematogràfic va tenir una important influència en el cinema asiàtic consolidant figures de la talla de Nagisa Oshima amb pel·lícules com Violència cap al tard, L'Imperi dels sentits i Cruel Història de la Joventut.